# Cerodontha mixta
Cerodontha mixta este o specie de muște din genul Cerodontha, familia Agromyzidae, descrisă de Zlobin în anul 1984.
Este endemică în Tadzhikistan. Conform Catalogue of Life specia Cerodontha mixta nu are subspecii cunoscute.